# 卡累利阿地峽

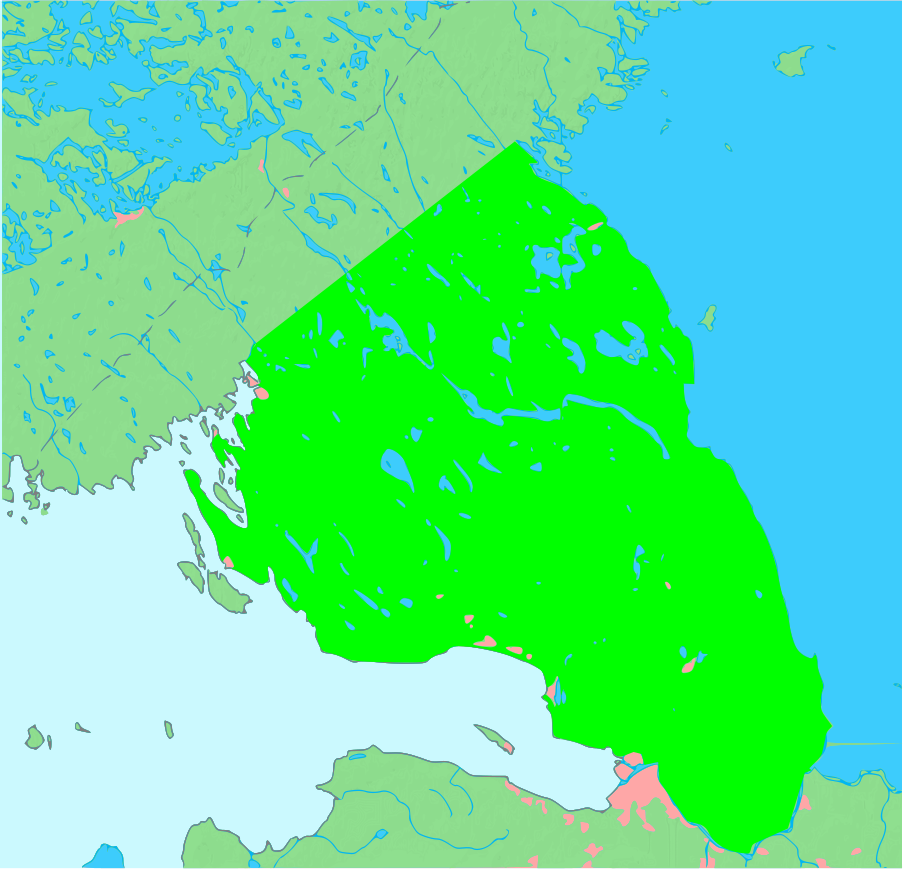
芬蘭灣（左）、拉多加湖（右）

卡累利阿地峽（俄语：Каре́льский переше́ек）是连接斯堪的纳维亚半岛与欧亚大陆的峡地，地峡两边为芬兰湾和拉多加湖。
1929年芬兰开始修建横跨地峡的曼纳海姆防线。1939年苏芬战争在这里进行。战争之后，芬兰政府将包括地峡在内的共约10%的领土割让给苏联。二战期间，芬兰与苏联在这里进行了战斗。